# Binodoxys angolensis
Binodoxys angolensis är en stekelart som först beskrevs av Jaroslav Stary och Harten 1977.  Binodoxys angolensis ingår i släktet Binodoxys och familjen bracksteklar. Inga underarter finns listade.